# Бетьковское сельское поселение
Бетьковское се́льское поселе́ние — муниципальное образование в Рыбно-Слободском районе Татарстана Российской Федерации.
Административный центр — село Бетьки.

## История
Статус и границы сельского поселения установлены Законом Республики Татарстан от 31 января 2005 года № 37-ЗРТ «Об установлении границ территорий и статусе муниципального образования "Рыбно-Слободский муниципальный район" и муниципальных образований в его составе».

## Население
| 2010 | 2011 | 2012 | 2013 | 2014 | 2015 | 2016 |
| ---- | ---- | ---- | ---- | ---- | ---- | ---- |
| 523  | ↘520 | ↘493 | ↘488 | ↘458 | ↘452 | ↘440 |
| 2017 | 2018 |      |      |      |      |      |
| ↘422 | ↘403 |      |      |      |      |      |

## Состав сельского поселения
| № | Населённый пункт | Тип населённого пункта       | Население |
| - | ---------------- | ---------------------------- | --------- |
| 1 | Бетьки           | село, административный центр |           |
| 2 | Дикое Поле       | деревня                      |           |
| 3 | Малый Атмас      | деревня                      |           |
| 4 | Янчиково         | село                         |           |